# Зона вільної торгівлі

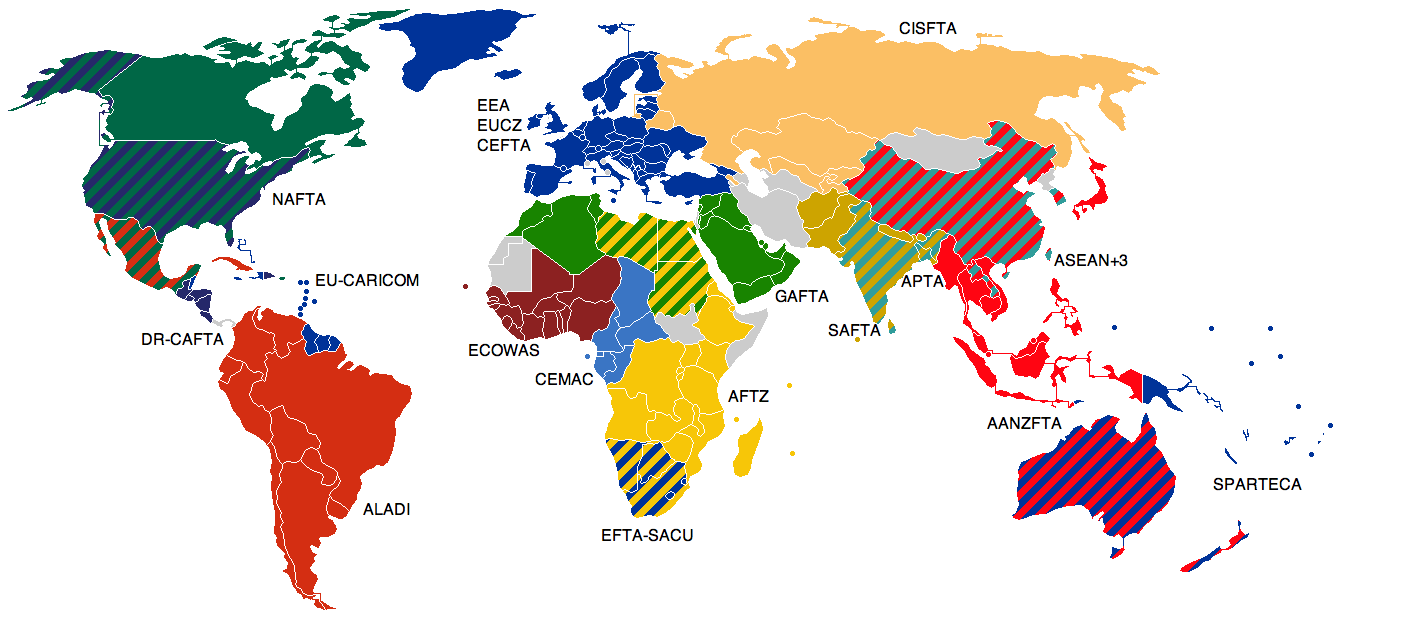
Зони вільної торгівлі

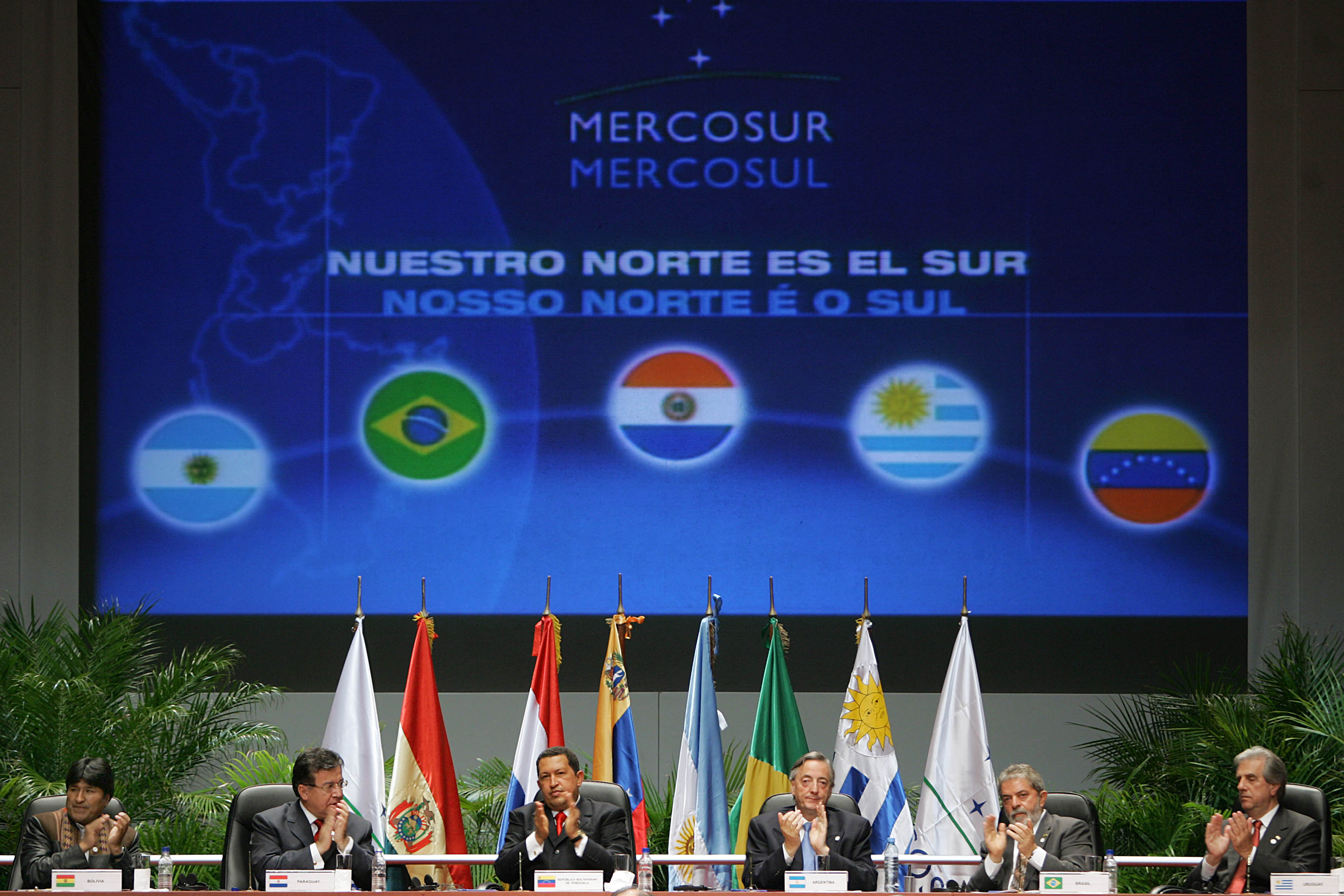
Меркосур прикладом зони вільної торгівлі між країнами Південного конуса

Зо́на в́ільної торгі́влі (Free trade area) (ЗВТ) — тип міжнародної інтеграції, при якій в країнах-учасниках скасовуються митні збори й податки, а також кількісні обмеження у взаємній торгівлі згідно з міжнародним договором. Це глибший тип інтеграції, ніж преференційні угоди. За кожною країною-учасницею зберігається право на самостійне і незалежне визначення режиму торгівлі стосовно третіх країн. У більшості випадків умови зони вільної торгівлі поширюються на всі товари крім продуктів сільського господарства. Зона вільної торгівлі може координуватися невеликим міждержавним секретаріатом, розташованим в одній із країн-членів, але зазвичай обходяться без нього, а основні параметри свого розвитку країни погоджують на періодичних нарадах керівників відповідних відомств. Між країнами-учасницями зберігаються митні кордони й пости, які контролюють походження товарів, які перетинають їхні державні кордони.

## Відомі ЗВТ
Північноамериканська зона вільної торгівлі — НАФТА (North American Free Trade Agreement — NAFTA) — угода між США, Канадою і Мексикою, що набрала чинності з 1994 року. Угода передбачає поетапну ліквідацію митних тарифів і нетарифних бар'єрів як для промислових, так і для сільськогосподарських товарів, захист прав інтелектуальної власності, вироблення загальних правил для інвестицій, лібералізацію торгівлі послугами та створення ефективного механізму для вирішення торговельних суперечок між країнами-учасницями.
Європейська асоціація вільної торгівлі — в 1960 році підписано угоду між Ісландією, Ліхтенштейном, Норвегією, Швейцарією.
Балтійська зона вільної торгівлі — угода між Латвією, Литвою та Естонією, підписана в 1993 році (втратила чинність у 2004 році, з дня вступу країн-учасниць у Європейський Союз).
Центральноєвропейська угода про вільну торгівлю — угода між Угорщиною, Польщею, Румунією, Словаччиною, Словенією і Чехією, підписана в 1992 році (втратила чинність у 2004 року, з дня вступу країн-учасниць у Європейський Союз).
Австралійсько-Новозеландська торговельна угода про поглиблення економічних зв'язків — підписана цими двома країнами в 1983 році.
Зона вільної торгівлі між Колумбією, Еквадором і Венесуелою — угода була підписана перерахованими країнами в 1992 році.
Зона вільної торгівлі СНД — угода держав СНД, що підписали у 2011 році Договір про зону вільної торгівлі. Договір, проєкт якого був розроблений російським міністерством економічного розвитку, передбачає «зведення до мінімуму винятків з номенклатури товарів, до яких застосовуються імпортні мита», експортні мита повинні бути зафіксовані на певному рівні, а згодом поетапно скасовані. Договір замінив понад сто двосторонніх документів, що регламентують режим вільної торгівлі на просторі співдружності.
Угода про зону вільної торгівлі між Україною та ЄС — спрямована на зменшення та скасування тарифів, які застосовуються сторонами щодо товарів, лібералізацію доступу до ринку послуг, а також на приведення українських правил та регламентів, що стосуються бізнесу, у відповідність правилам та регламентам ЄС з метою забезпечення вільного руху товарів і послуг між двома сторонами та взаємного недискримінаційного ставлення до компаній, товарів і послуг на території України та ЄС. Угода про зону вільної торгівлі України з ЄС набувала чинності з 1 січня 2016 року. З метою інформування українських підприємців про те, що допоможе їм у розвитку власного бізнесу на європейських ринках, Представництво Європейського Союзу в Україні в Україні запустило у соціальних мережах новий проєкт UopenEU. Він являє собою додатковий інформаційний ресурс про новації й можливості, що з’являться в українського бізнесу після вступу в дію DCFTA [Архівовано 23 січня 2017 у Wayback Machine.] [https://twitter.com/UopenEU] [https://fb.com/U-open-EU]
Це не єдина угода між ЄС та Україною щодо здійснення торгівлі. Тривалий час значний обсяг товарної номенклатури між названими партнерами реалізується в межах Генеральної системи преференцій (GSP). Відповідно до неї на понад 400 груп товарів ставки ввізного мита є нижчими, ніж в межах ЗВТ.
Угода про зону вільної торгівлі між Україною і Канадою (CUFTA) — введена в дію в серпні 2017 року/.
[Архівовано 15 лютого 2022 у Wayback Machine.] Угода про зону вільної торгівлі між Україною і Туреччиною — введена в дію 3 лютого 2021 року. Документ підписали Прем'єр-міністр України Денис Шмигаль та міністр торгівлі Туреччини Мехмет Муш. Угода про вільну торгівлю між урядом України та урядом Турецької Республіки покликана сприяти розвитку торговельно-економічного співробітництва між країнами шляхом запровадження режиму вільної торгівлі. Очікується, що документ сприятиме активізації торгівлі між двома країнами, зростанню експорту у зв’язку з отриманням вітчизняними виробниками переваг від лібералізації ринку товарів і послуг Турецької Республіки, відкриттю можливостей для трансферу технологій та модернізації виробництва в Україні, створенню нових робочих місць, обміну досвідом тощо.